# Josef Pfeiffer
Josef Pfeiffer, psáno i Joseph Pfeiffer (13. listopadu 1808 Jablonec nad Nisou – 4. února 1869 Jablonec nad Nisou), byl český podnikatel a politik německé národnosti, po roce 1850 dlouholetý starosta Jablonce nad Nisou, v 60. letech 19. století poslanec Českého zemského sněmu.

## Biografie
Pocházel z rodiny mlynáře z Brandlu, který si vzal dceru sedláka z Jablonce a začal podnikat v obchodu se sklem a bižuterií. Jeho syn Josef Pfeiffer se narodil roku 1808. Obecní školu vychodil v Jablonci, pak studoval v Praze na vzorové hlavní škole. Následně ho otec zaměstnal v rodinné firmě. Ve věku 17 let byl poslán na praxi do Frankfurtu nad Mohanem. Roku 1829 se vrátil do Jablonce, kde opět nastoupil k otci do jeho podniku. Po úmrtí otce roku 1839 převzal vedení firmy jako nejstarší společník. Firma Joseph Pfeiffer a Comp. se stala nejvýznamnějším podnikem v oboru v regionu Jizerských hor. Účastnila se průmyslových a světových výstav, kde získávala ocenění. Ve 40. letech 19. století byla i největším exportérem kovové bižuterie.
Roku 1850 byl zvolen starostou Jablonce nad Nisou. Kvůli tomu částečně omezil své aktivity ve firmě. V starostenské funkci se zasadil o rozvoj dopravního spojení (nové silnice do Hodkovic a Železného Brodu), rozvoji podnikání a veřejného života v obci. Coby starosta Jablonce setrval 17 let. Roku 1866 se Jablonec dočkal povýšení na město (roku 1865 se stal sídlem soudního okresu). Za jeho působení v čele města došlo k založení nového náměstí (dnes Dolní náměstí). V letech 1867–1869 zde vyrostla nová budova radnice. Prosazoval i výstavbu nemocnice a odborné školy pro bižuterní průmysl. Inicioval vznik městské spořitelny, jejímž ředitelem byl až do své smrti. Starostenský plat poskytoval na dobročinné účely. V letech 1865–1869 zasedal i v okresním zastupitelstvu.
Po obnovení ústavního života v Rakouském císařství počátkem 60. let 19. století se zapojil i do zemské politiky. V zemských volbách v Čechách v roce 1861 byl zvolen v městské kurii (volební obvod Jablonec – Hodkovice – Smržovka) do Českého zemského sněmu. Zvolen byl jako oficiální kandidát německého volebního výboru. Mandát obhájil ve volbách v lednu 1867, nyní za kurii obchodních a živnostenských komor (obvod Liberec). V této době také zasedal v Říšské radě (celostátní zákonodárný sbor), kam ho vyslal zemský sněm poprvé roku 1861 (tehdy ještě Říšská rada nevolena přímo, ale tvořena delegáty jednotlivých zemských sněmů).
Roku 1867 mu František Josef I. udělil Řád Františka Josefa (rytířský kříž) jako ocenění hrdého postoje během pruské invaze do Čech předchozího roku.
Od roku 1833 byl ženatý s Annou Fischerovou, která ale zanedlouho zemřela. Od roku 1837 měl za manželku Helenu Fouskovou, která zemřela roku 1868. Josef Pfeiffer 31. ledna 1869 onemocněl a v několika dnech do své smrti byl upoután na lůžko. V Jablonci po něm byla pojmenována ulice (nyní ulice 28. října).

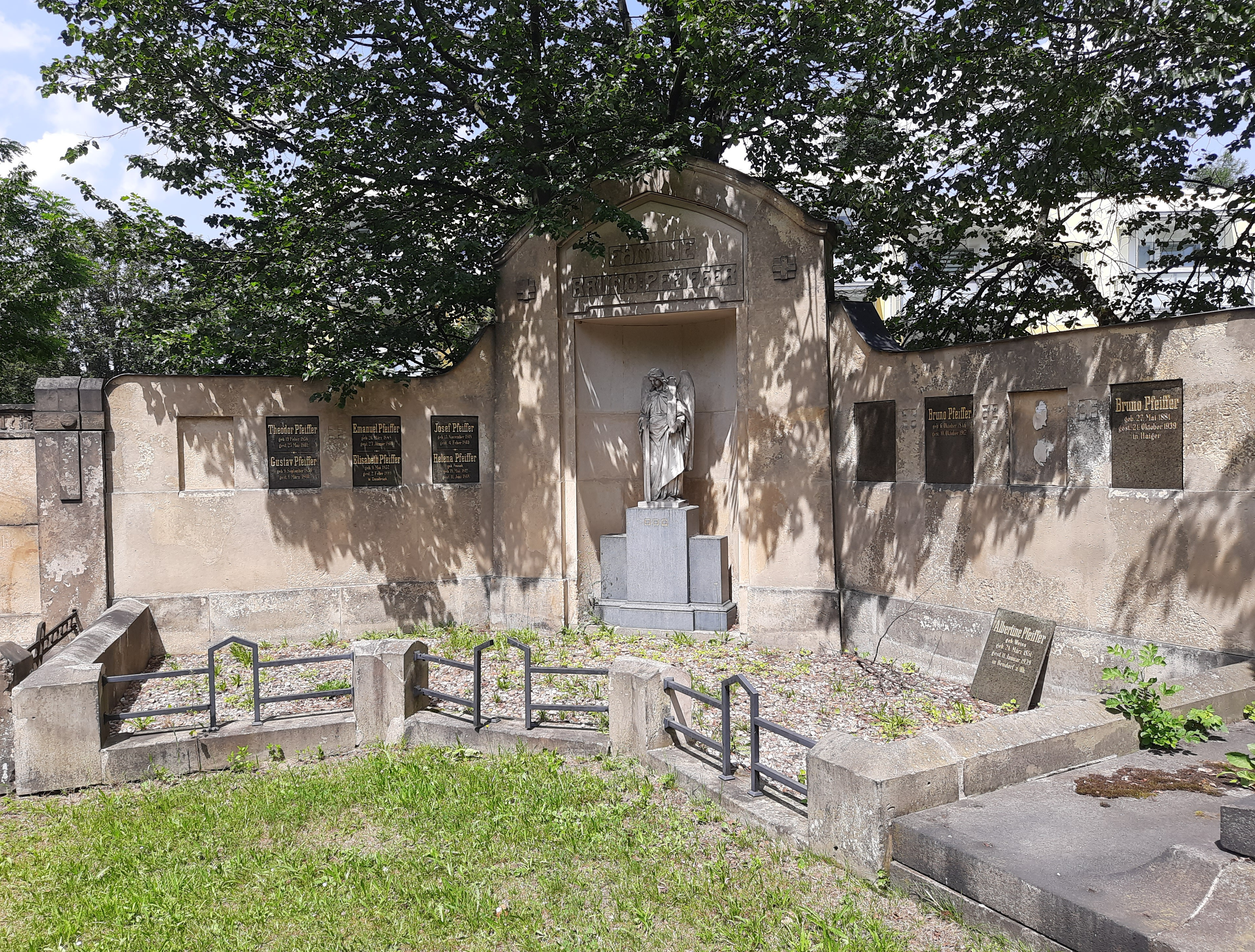
Rodinná hrobka Josefa Pfeiffera na Městském hřbitově v Jablonci nad Nisou

Zemřel 4. února, podle jiného zdroje 5. února 1869. Pohřben je v rodinné hrobce v jednom z rohů obvodových zdí Městského hřbitova v Jablonci nad Nisou.